# Eriamel
Thierry Lemaire
 (décembre 2013).
Si vous disposez d'ouvrages ou d'articles de référence ou si vous connaissez des sites web de qualité traitant du thème abordé ici, merci de compléter l'article en donnant les références utiles à sa vérifiabilité et en les liant à la section « Notes et références ».
Thierry Lemaire, également connu sous le pseudonyme de Eriamel, né le 11 juillet 1952, est  auteur de bande dessinée français et historien. En tant que scénariste de bandes dessinées historiques, il est spécialisé dans le Moyen Âge et plus particulièrement dans l'histoire des Vikings et du monde normand médiéval (Normandie ducale, Normands d'Italie, Normands de la première croisade).

## Biographie
Eriamel, crée le personnage fictif de « Svein », pour une série BD sur les Viking  en 1992, compagnon du viking Hasting, dont les premières aventures, dessinées par Darvil, paraissent en 1992 sous le titre L’Initiation, puis, à partir de 1999, dessinées par Jean-Marie Woehrel avec lequel il conçoit jusqu'en 2009 quatre autres tomes.

En 2010, Eriamel et Jean-Marie Woehrel se lancent dans une nouvelle série de trois tomes, Les Fils de Guillaume qui relate également des événements de la première croisade et se termine à la bataille de Tinchebray.  
Avec Darvil, il entame, en 1997, la série L’Epte, des Vikings aux Plantagenets qui porte sur l’histoire très détaillée des conflits entre le roi de France et le duc de Normandie, roi d’Angleterre, Cette série terminée en 2015 qui porte aussi le nom de Normannia totalise cinq tomes.
Depuis 16 albums ont été publiés pour trois séries principales : Svein pour les Vikings, Normannia-l’Epte pour la Normandie ducale et Les Fils de Guillaume.
Il rédige, en 2006, avec un autre associé, Serge Mogère, Italia Normannorum, sur un dessin de Bad, qui relate l’histoire des chevaliers normands partis tenter leur chance en Italie du Sud. 
Il participe également aux albums de la série Bichancourt de Serge Mogère et fait quelques autres albums comme Le Cœur de Lion – Fréteval (2015) avec Jean-Blaise Djian, Juliette Derenne et Bruno Marivain, récit évoquant une bataille quasi inconnue entre Richard Cœur de Lion et Philippe Auguste avec Pierre Liger comme conseiller.
Auparavant en 2000, associé à Jean-Christophe Vergne, il relate dans Le Cœur de Lion la jeunesse de Richard, duc d’Aquitaine et comte de Poitou.
Si sa grande spécialité est le Moyen Âge normand des XIe et XIIe siècles,  il signe également deux ouvrages sur la guerre des Gaules : Gergovie (2017) et Alésia, l'alliance brisée (2020).

## Publications

### Sous le nom de Thierry Lemaire
- - Attention , Eriamel (Thierry Lemaire) ne doit pas être confondu avec un autre Thierry Lemaire, journaliste et chroniqueur de BD.

### Sous le pseudonyme d'Eriamel
- Le Cœur de Lion, dessins de Jean-Christophe Vergne, Assor BD

1. Fils d'Aliénor, 2001  (ISBN 2-9516660-0-4)
2. Fréteval, 2015  (ISBN 978-2-35890-009-6) dessins de Juliette Derenne et Bruno Marivain , co-scénario Jean-Blaise Djian et Pierre Liger

- L'Epte, des Vikings aux Plantagenets, dessins de Darvil, Assor BD

1. Le Sang de Rollon pour St Clair coulera, 1997  (ISBN 2-9502410-5-0)

remplacé par une réédition enrichie (l'album a 20 pages de plus) série baptisée Normannia
1. Le Face à face des Rois, 2003  (ISBN 2-9516660-2-0)
2. Deux Guillaume pour un Duché, 2007  (ISBN 978-2-9516660-8-5)
3. L'Ultime Rébellion, 2010  (ISBN 978-2-358-90002-7)
4. Mort en Flandre, 2015  (ISBN 978-2-35890-010-2) (avec Darvil et Jacky Clech)

- Les Fils de Guillaume, dessins de Jean-Marie Woehrel, Assor BD

1. L'Héritage, 2010  (ISBN 978-2-358-90001-0)
2. Le Retour du Croisé, 2015  (ISBN 978-2-35890-012-6)
3. La Guerre fratricide, 2017  (ISBN 978-2-35890-016-4)

- Italia Normannorum, dessins de BAD, Assor BD

1. Les Précurseurs, 2006  (ISBN 2-9516660-6-3)

- Moi Svein, compagnon d'Hasting, dessins de Darvil (tome 1) puis de Jean-Marie Woehrel, Assor BD

1. L'Initiation, 1992  (ISBN 2-9502410-2-6)
2. Méditerranée, 1999  (ISBN 2-9502410-7-7)
3. Pépin II d'Aquitaine, 1999  (ISBN 2-9516660-1-2)
4. Robert le Fort, 2004  (ISBN 2-9516660-3-9)
5. L'Aigle de sang, 2009  (ISBN 978-2-358-90000-3)

- Roma, dessin de Bruno Marivain et Jean-Marie Woehrel (Gergovie) et Jean-Marie Michaud (Alésia)

1. Gergovie, OREP, 2017  (ISBN 978-2-35890-009-6)[6]
2. Alésia, Ysec éditions, 2020  (ISBN 978-2-84673-362-5)

- Tourmente sur Brutusvilliers ci-devant Montivilliers, dessins collectifs, 1989 (compte d'auteur)